# Orfeó Barcelonès
L'Orfeó Barcelonès és un orfeó fundat el 23 d'abril del 1853 per Joan Tolosa i Noguera amb la col·laboració del seu germà Pere director de l'Acadèmia de música Tolosa i el patrocini de l'Ajuntament de Barcelona del qual aleshores era alcalde Josep Bertran i Ros. És el primer orfeó de l'estat espanyol i un dels primers d’Europa.

## Antecedents
Sense precedents d’una iniciativa semblant, no cantar d’oïda, sinó llegint correctament una partitura i atenent les indicacions del director, la seva gestació va durar tres anys. El 1850 els germans Tolosa el dedicaren a organitzar el que calia per portar-ho a terme, el 1851 Joan Tolosa traduí i adaptà els mètodes escaients, en especial el de Wilhem (Guillaume Louis Bocquillon Wilhem). Finalment, el 1852 l’ocuparen en formar el professorat que es faria càrrec de les classes de solfeig i cant gratuïtes gràcies al mecenatge de l’Ajuntament de Barcelona, interessat a contrarestar l’impacte del cor La Fraternitat que aleshores encetava el seu camí de la mà d'Anselm Clavé.
Un factor diferenciador dels contemporanis cors de Clavé, amb qui mantingueren el 1863 a les pàgines de El Orfeón Español i El metrónomo un desacord per establir quina era la primera entitat coral de l’Estat, és el vessant conservador dels orfeonistes davant del social-progressista dels claverians. La polèmica representà l'enfrontament entre el caràcter moderat d’uns i el populisme sindicalista d'altres. El seu repertori n’és indicatiu. Mentre que Joan Tolosa escrivia un Himno al Excelentísimo Ayuntamiento (1856) amb lletra de Pròsper de Bofarull o un Stabat Mater, Clavé donava a la llum La Maquinista o Els miners del Ter.
Els precedents de l’Orfeó foren les actuacions a Barcelona entre el 14 i el 18 d’agost de 1845 de l’Orphéon de Banhèras de Bigòrra (Alts Pirineus) i del "Concierto Barcelonés" dels germans Tolosa, el 21 de novembre de 1848. Aquest últim amb peces variades i fragments de l’òpera I Profughi de Pere Tolosa.

## Trajectòria inicial

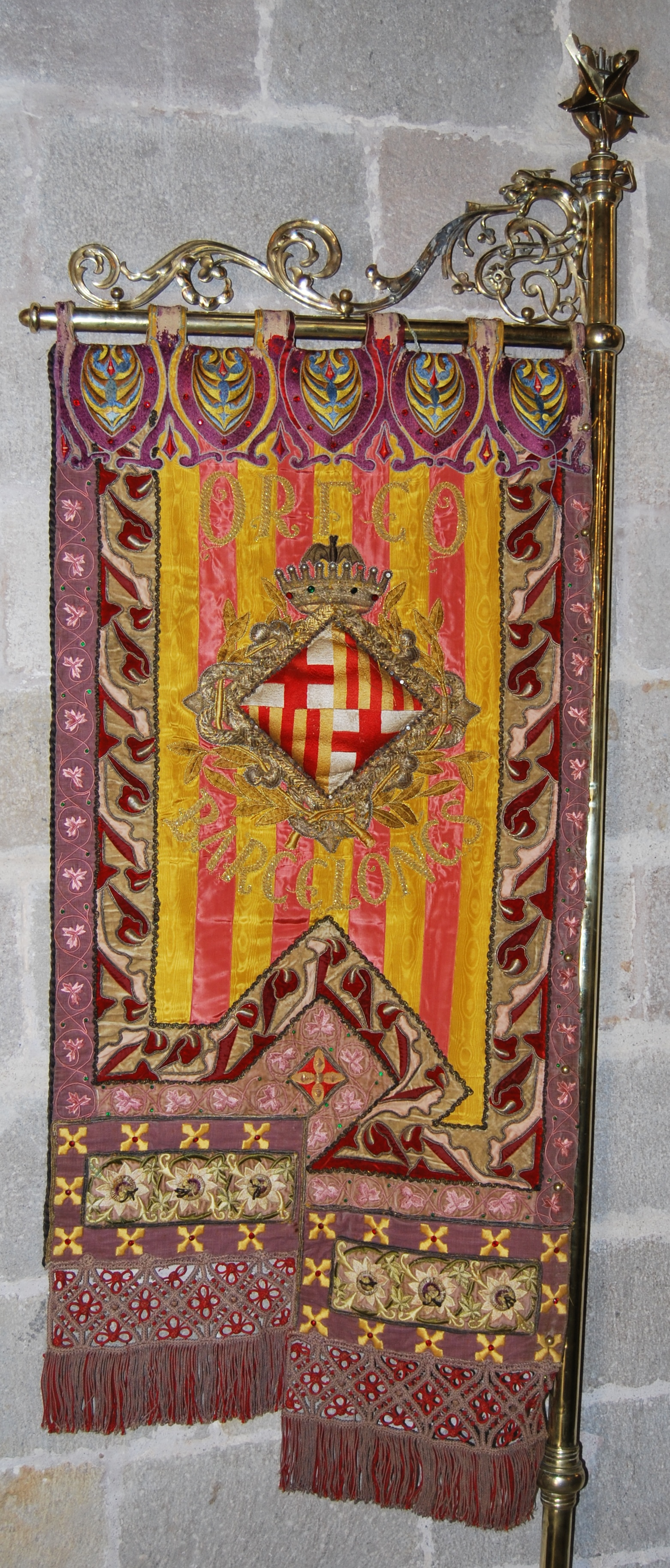
Ensenya de l'Orfeó Barcelonès, disseny de Bonaventura Llauradó (MUHBA)

El primer concert de l'Orfeó Barcelonès, una vegada assolit el nivell, va tenir lloc al Teatre Odeon de Barcelona el 23 de juny de 1854.
Una de les principals tasques de l'Orfeó Barcelonès, fidel a l'ideari de Wilhem, que J. Tolosa havia conegut i estudiat a París quan tocava el violí a l'orquestra de l'Òpera, era la de fer arribar una noble idea promovent entitats corals semblants 
Entre 1860 i 1862 Joan Tolosa s'apartà de la direcció del l'Orfeó, que passaria a càrrec del seu germà Pere i també del nebot Joan, per dedicar-se a fer proselitisme de l'ideari orfeonista. No va dubtar en cedir el que tenia escrit o adaptat, en escriure peces noves i fins i tot intervenir en la redacció d'estatuts. D'aquesta feta, no amagava una simpatia per postures conservadores, no només de repertori.
Els Tolosa foren uns prestigiosos professors de música a l'edifici de Sant Gaietà, ensenyant els alumnes des dels elements de la música fins al més complicat de la composició, el piano i tota mena d'instruments.
El 1881 els germans Tolosa encara eren al capdavant de les classes de música de l'Orfeó Barcelonès, però la fundació el 2 de març de 1886 de l'Escola Municipal de Música de Barcelona, precedent de l'actual  Conservatori, afebleix el model i la seva pervivència. Per animar una situació que es començava a qüestionar es promou a la Ciutat un magne encontre d'orfeons i la circumstància serà l'Exposició Universal de 1888.
El concurs va tenir lloc el 25 de novembre de 1888 al Palau de Belles Arts, i esdevingué una revelació d'on havia arribat l'orfeonisme. Dels quatre grans premis, tres foren per a França i un per al País Basc. Malgrat els meritoris intents del comitè organitzador de formar un orfeó amb els millors de la ciutat sota el nom d'Orfeó Barcino, aquest només va merèixer un accèssit. D'aquesta feta l'Orfeó Barcelonès entra en una llarga crisi, que es radicalitzaria el 10 d'octubre de 1898, i de la qual sortiria una entitat molt millorada.
El concurs de 1888 va fer reaccionar una nova generació de joves músics, obrint-los un sorprenent ventall de possibilitats, entre ells Lluís Millet a qui va empènyer a fundar l'any 1891 l'Orfeó Català amb plantejaments innovadors, lliure dels patiments inherents a encetar un camí nou no sempre fàcil. A partir d'aleshores és una realitat que el cant coral a Catalunya arrela en dues vessants, la llengua catalana i l'atenció a les tradicions musicals pròpies, a més del deler d'una altíssima qualitat. Els cors de Clavé esdevingueren testimoni d'un llegat del passat romàntic i els orfeons quedaren obligats a revisar amb profunditat el seu plantejament si volien persistir. Molts varen desaparèixer, el Barcelonès, feliçment però, optà per una vigorosa refundació el 17 d'octubre de 1900.

## Trajectòria a partir de 1900
A partir de la refundació, l'Orfeó Barcelonès escriu novament pàgines brillants de la història coral de Catalunya sota la direcció de mestres reconeguts com Pere Serra, Robert Goberna, Domènec Moner, Enric Gibert, Joaquim Vidal Nunell, Antoni Pérez i Moya i Joan Altisent.
Durant la dècada de 1950, de la mà del director Lluís Molins, van aconseguir cantar amb una gran sensibilitat i afinació.
L'any 1979 va cessar l'activitat orfeonística i la va reprendre el 2006, en ocasió de tornar-se a reunir per commemorar el 50è aniversari de la Romeria d'Orfeons a Montserrat. Des d'aleshores és dirigit pel mestre Carles Sist i Mateo.
L'ensenya de l’Orfeó porta la data de la seva refundació, 1900, i va ser realitzada cap a 1902-1904 quan es va instaurar el costum de tenir-les per tal de singularitzar-se. És de disseny modernista, degut a l'escultor Bonaventura Llauradó. L’himne que l’acompanya “La nostra ensenya” és de Pere Serra i Gonzàlez i lletra de Conrad Roure. L'ensenya es conserva al Museu d’Història de Barcelona (MUHBA). Part de l’arxiu de l’Orfeó es troba dipositat a la Biblioteca de Catalunya.

## Principals actuacions

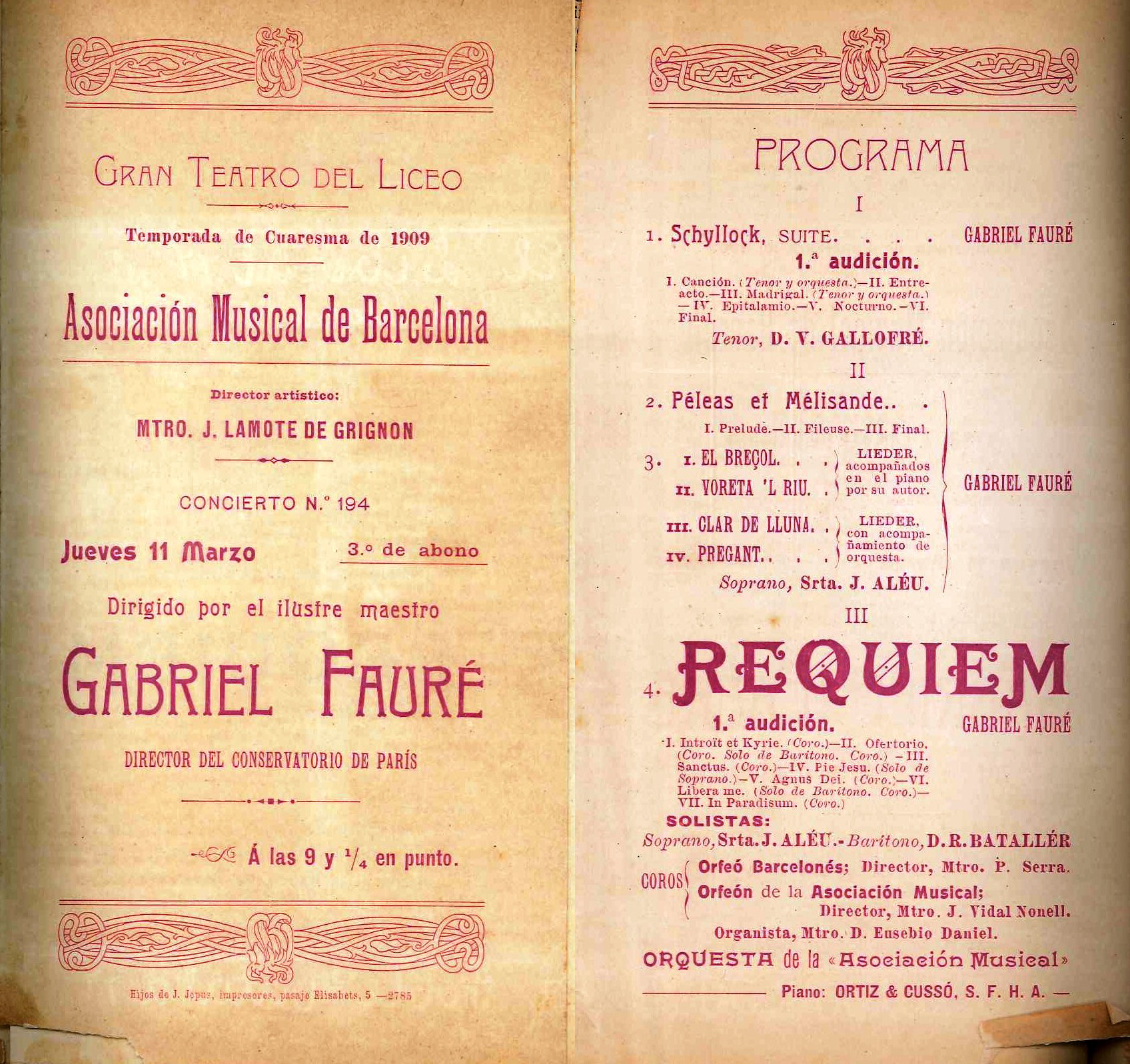
Programa del concert celebrat al Gran Teatre del Liceu l'any 1909 on s'interpretà el Rèquiem de Gabriel Fauré dirigit pel mateix compositor, amb la participació de l'Orfeó Barcelonès

- 1854. Barcelona. Teatre Odeon. Primer concert.
- 1906. Barcelona. Teatre Novetats. Concert amb motiu del I Congrés Internacional de la Llengua Catalana i a benefici de "La Reixa"
- 1907. Barcelona. Gran Teatre del Liceu. Estrena de La risurrezione di Lazzaro de Lorenzo Perosi.
- 1909. Barcelona. Gran Teatre del Liceu. Concert organitzat per l'Associació Musical de Barcelona, dirigit per Gabriel Fauré. Primera audició a Barcelona del Rèquiem de Faure.
- 1911. Barcelona. Palau de Belles Arts. Concert commemoratiu del Centenari de Liszt.
- 1915. Barcelona. Palau de Belles Arts. Recital del Tenor Viñas
- 1917. Barcelona. Participació en la Festa dels Orfeons de Catalunya.
- 1956. Montserrat. Participació en el romiatge dels orfeons de Catalunya a Montserrat amb motiu del 75è aniversari de la coronació de la Mare de Déu.
- 1957. Enregistrament de l'Himne del Futbol Club Barcelona.
- 1959. Barcelona. Gran Teatre del Liceu. Estrena de l'òpera Amunt, de Joan Altisent i Jaume Picas.
- 1963. Barcelona. Saló del Tinell. Homenatge a Emili Vendrell.
- 1965. Arezzo. Concorso Polifonico Internazionale Guido d’Arezzo.
- 2014. Barcelona. Capella de Santa Àgata. Concert del 160è aniversari.
- 2015 Santa Coloma de Cervelló. Concert amb motiu del centenari de la cripta de la Colònia Güell.